# ABKCO Records
ABKCO Records je americké hudební vydavatelství, založené v roce 1961. Pod tímto vydavatelstvím vydávali svá alba například Sam Cooke, The Rolling Stones, The Animals, Herman's Hermits, Marianne Faithfull, The Kinks, Chubby Checker, Bobby Rydell, The Orlons, The Dovells, Question Mark & the Mysterians, The Tymes, Dee Dee Sharp a mnoho dalších.